# Shrewsbury (Vermont)
Shrewsbury – miasto w Stanach Zjednoczonych, w stanie Vermont, w hrabstwie Rutland.